# Trichosanthes refracta
Trichosanthes refracta är en gurkväxtart som beskrevs av C. H. Yueh. Trichosanthes refracta ingår i släktet Trichosanthes och familjen gurkväxter. Inga underarter finns listade i Catalogue of Life.